# 罗荣渠
罗荣渠（1927年—1996年），男，汉族，四川荣县人，中国历史学家，北京大学教授，曾任第八届全国政协委员。